# Saliamonas Banaitis
Saliamonas Banaitis (15 de julio de 1866 - 4 de mayo de 1933 en Kaunas) fue un impresor, educador y banquero lituano. Formó parte de los veinte signatarios que firmaron la Declaración de Independencia de Lituania. 
Banaitis fundó la primaria gráfica lituana en Kaunas en 1905 la cual operó hasta 1918. A esta primaria gráfica le correspondió la demanda de material escrito en lituano, generando durante años la prohibición de copia de materiales lituanos, imprimiendo cerca de 1,5 millones de copias de libros y 2 millones de copias de periódicos. De 1915 a 1918, él fundó la Escuela Secundaria de Lengua Lituana en Kaunas. 